# جيليان جيل
جيليان جيل (بالإنجليزية: Gillian Gill)‏ هي كاتِبة بريطانية وأمريكية، ولدت في 12 يونيو 1942 في كارديف في المملكة المتحدة.